# .tk
A .tk Tokelau internetes legfelső szintű tartomány kódja, melyet 1997-ben hoztak létre.
A legtöbb címet bárki ingyen regisztrálhatja. Ezeket leginkább átirányításra használták. Nemcsak az oldalt, hanem 250 e-mail címet is átirányít.
Régebben reklámokat jelenítettek meg az átirányított címeken, ma már reklámmentes a szolgáltatás.
Jelenleg weboldalak is használják rendes domain-címnek, a megbízhatóságáról viták folynak. Egyes álláspontok szerint a Google kereső nem szereti. Más álláspont szerint a nagyon látogatott weboldalak domain-jeit törlik.